# Länsväg 258
Länsväg 258 - Hågelbyleden sträcker sig mellan Hallunda trafikplats på Södertäljevägen (E4/E20) i Alby i norr och Huddingevägen (länsväg 226) vid Tumba centrum i syd. Vägen är 6 km lång och går inom Botkyrka kommun i Stockholms län. Enligt mätningar gjorda 2009 uppgår trafiken på Hågelbyleden mellan Hallunda trafikplats och Tumba till 15 000–35 000 fordon per årsmedeldygn.
Hågelbyleden utgör alternativ omledningssträcka för trafiken på E4/E20 Södertäljevägen mellan trafikplats Hallunda och trafikplats Moraberg, när denna är avstängd vid vägarbeten eller olyckor eller har begränsad framkomlighet p.g.a köer. Omledningssträckan går mot Tumba, in på länsväg 226 söderut mot Vårsta och slutligen mot Södertälje. Sträckan är skyltad med vita lokaliseringsmärken av vit typ för vägnummer för att informera trafikanterna om detta.

## Historik

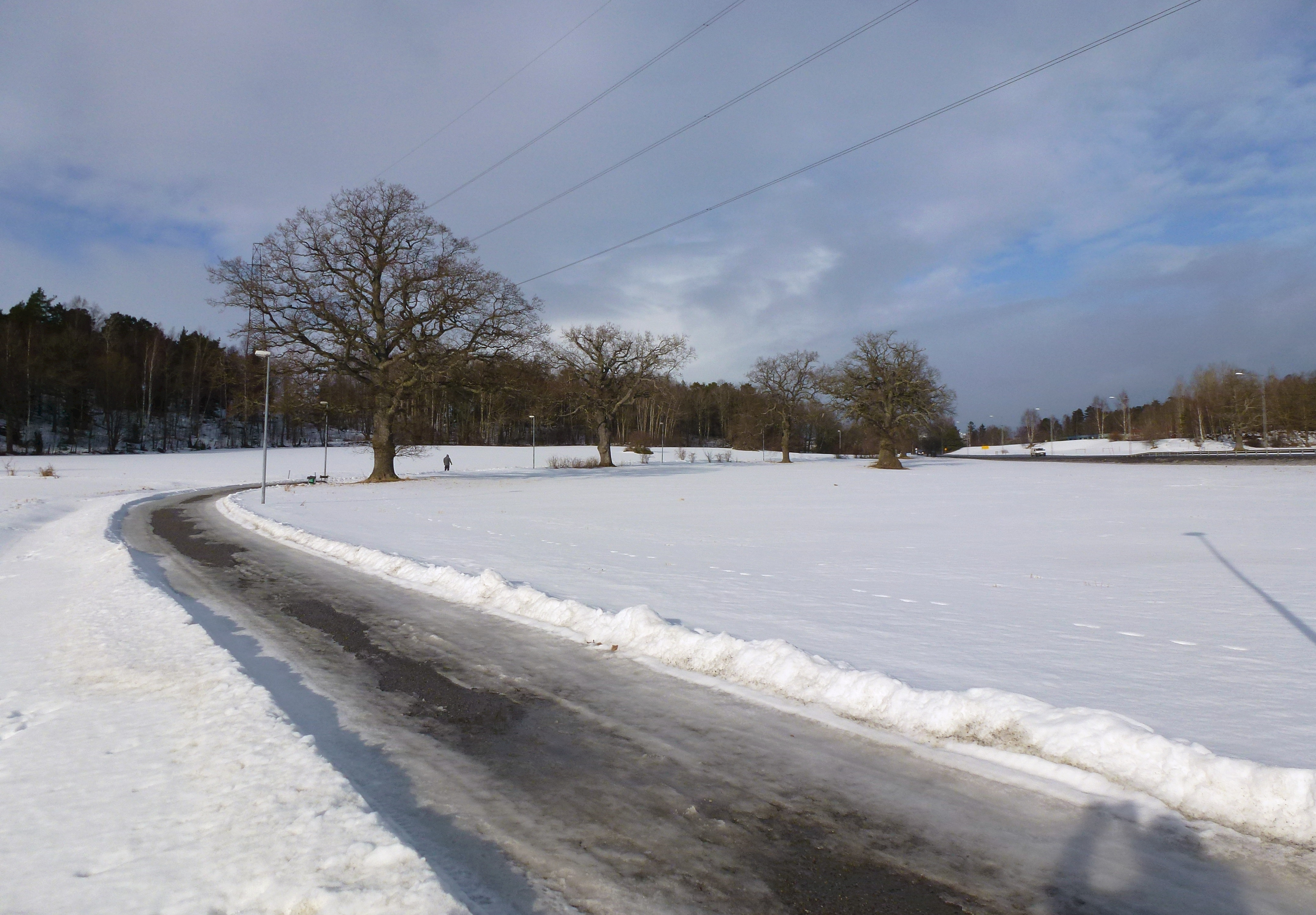
Avsnörd del av den gamla färdvägen.

Hågelbyleden leder genom ett landskap som är rikt på såväl gammal som nyare kulturhistoria och med talrika fornfynd. Området präglas av det storskaliga säterilandskapet med stora sammanhållna åkrar och är numera av  riksintresse. Där länsväg 258 går idag fanns redan på 1700-talet en färdväg som sträckte sig från Södertäljevägen söderut genom Svartlösa härad, förbi Tumba och ända ner till Sorunda. Men föregångaren till nuvarande Hågelbyleden kan vara betydligt äldre. En runsten från mitten av 1000-talet (Södermanlands runinskrifter 288) vid Hågelby gård vittnar om att en forntida väg gick förbi här. Strax norr om avfarten till Eriksbergs industriområde finns en avsnörd del av den gamla färdvägen kvar, som idag nyttjas som promenad- och cykelväg.
Nuvarande leden är rakare och anlades på 1970-talet när den moderna bebyggelsen i Alby och Tumba uppfördes. Leden fick sitt namn efter området Hågelby, som ligger vid ledens västra sida, ungefär på halva sträckan mellan Alby och Tumba. Från leden kan man nå Eriksbergs industriområde, Elvesta gård, Hågelby gård och Skrävsta gård. Söder om Hågelby gård tangerar leden sjön Aspen, här går en avtagsväg mot öst till Lilla Dalens begravningsplats (invigd 1989). Längst i syd går vägen strax norr om Tumba station för att sedan ansluta mot Huddingevägen.

## Framtidsplaner
Botkyrka kommun har planer på exploateringar som medför ökad trafik. Ett detaljplaneprogram för områdena Hågelby, Eriksberg och Lindhov har upprättats av kommunen under 2010. I programmet anges att programområdet skall bli en attraktiv entré till Storstockholm och hela Stockholmsregionen. Inom programområdet planeras en rekreationsanläggning i form av Botkyrkaparken. Den är tänkt att ligga i anslutning till Hågelbyparken och meningen är att den skall göra kommunen till ett stort, internationellt utflyktsmål. I augusti 2011 framlade Trafikverket en förstudie om Hågelbyledens framtida utbyggnad.

## Bilder

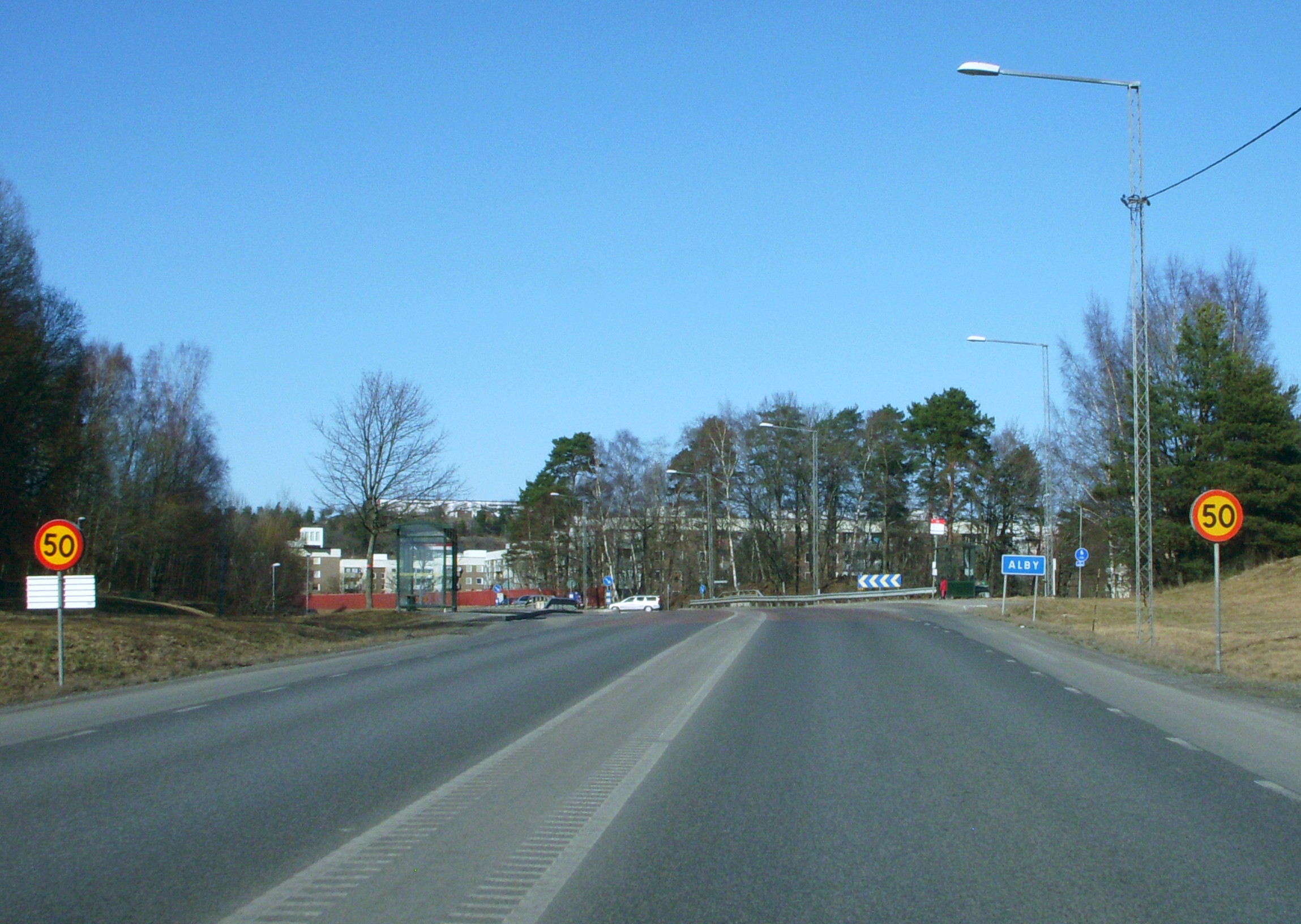
Hågelbyleden mot norr i höjd med Alby
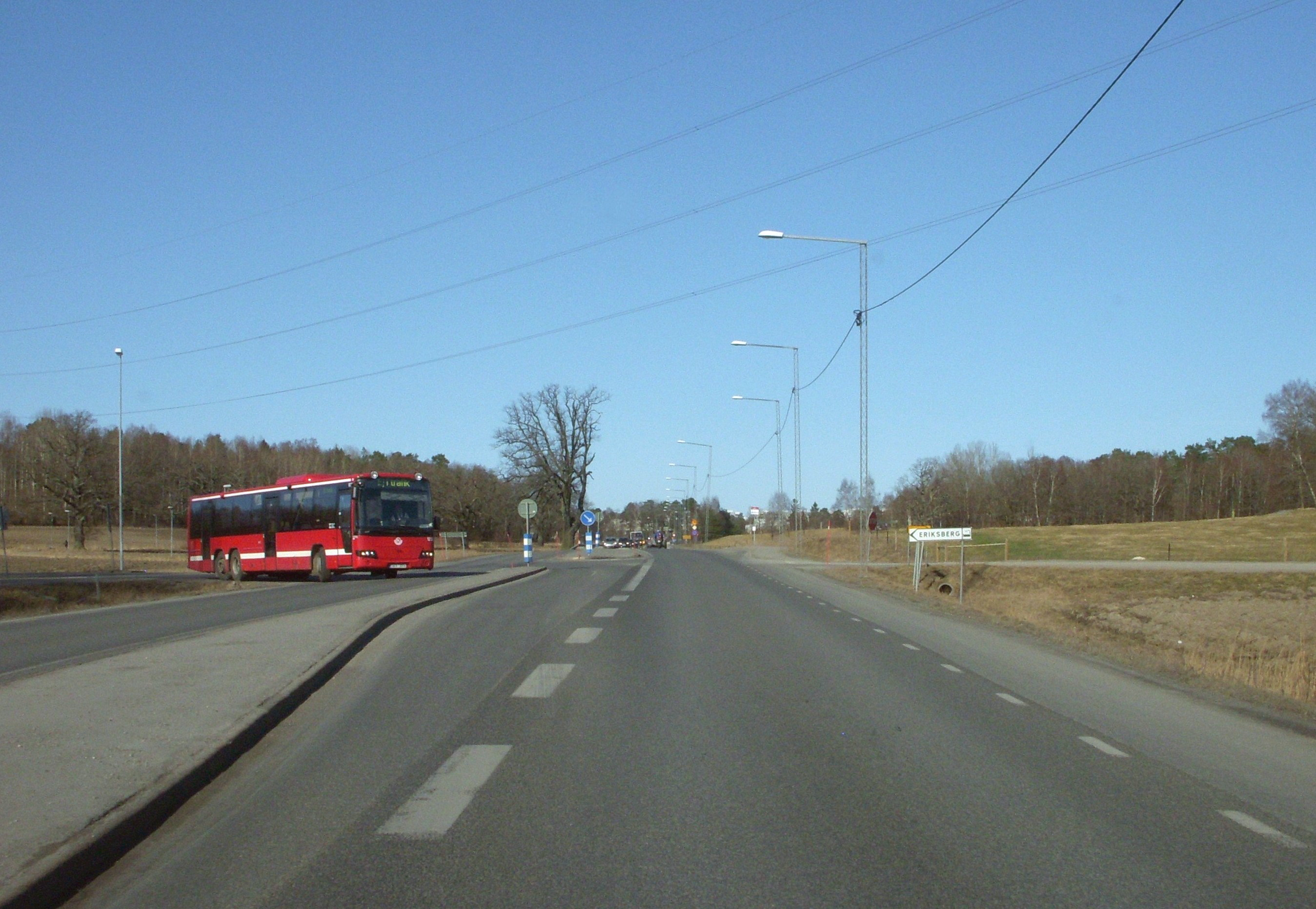
Hågelbyleden mot norr i höjd med Eriksbergs industriområde
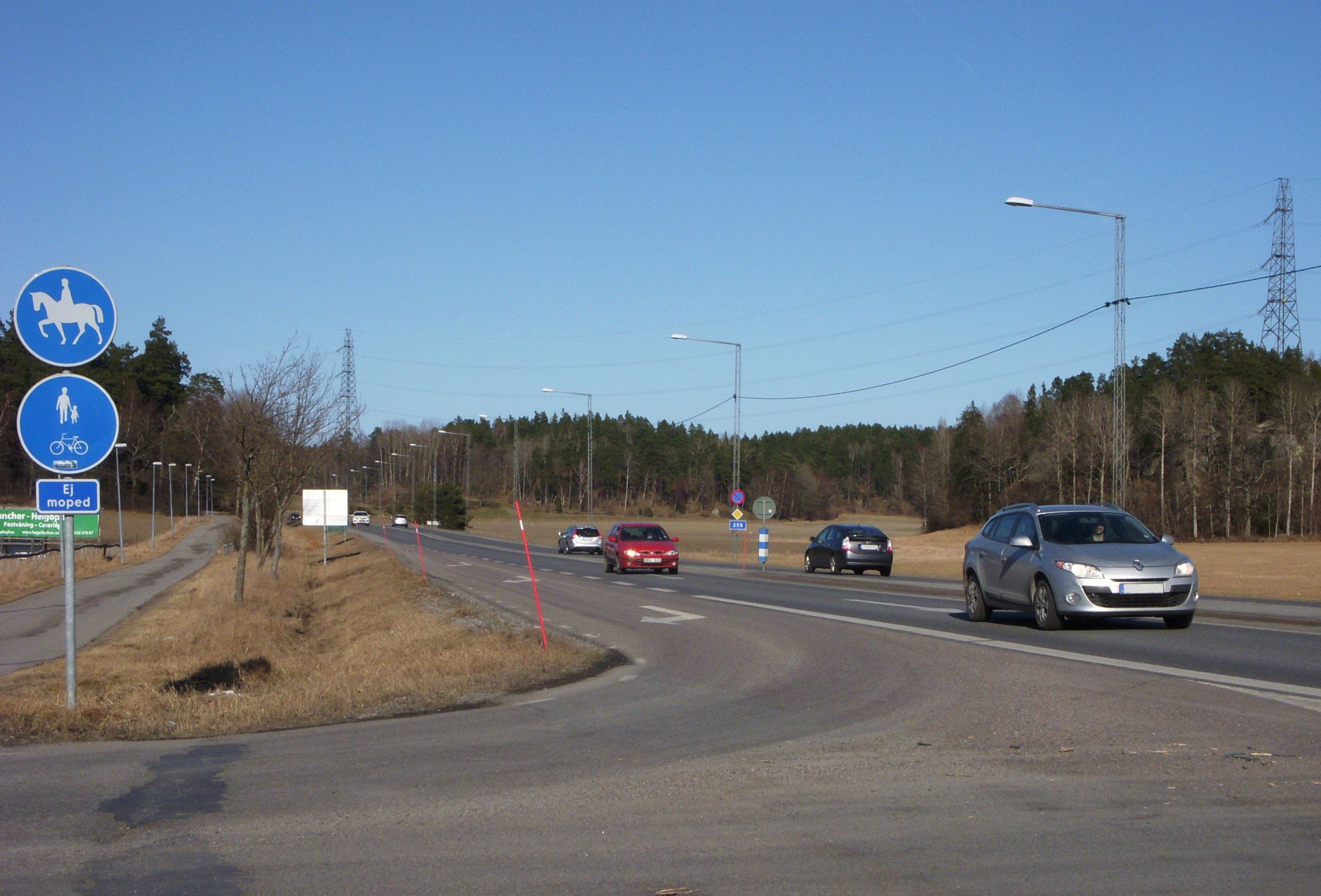
Ut- och infart till Hågelby gård och Skrävsta gård
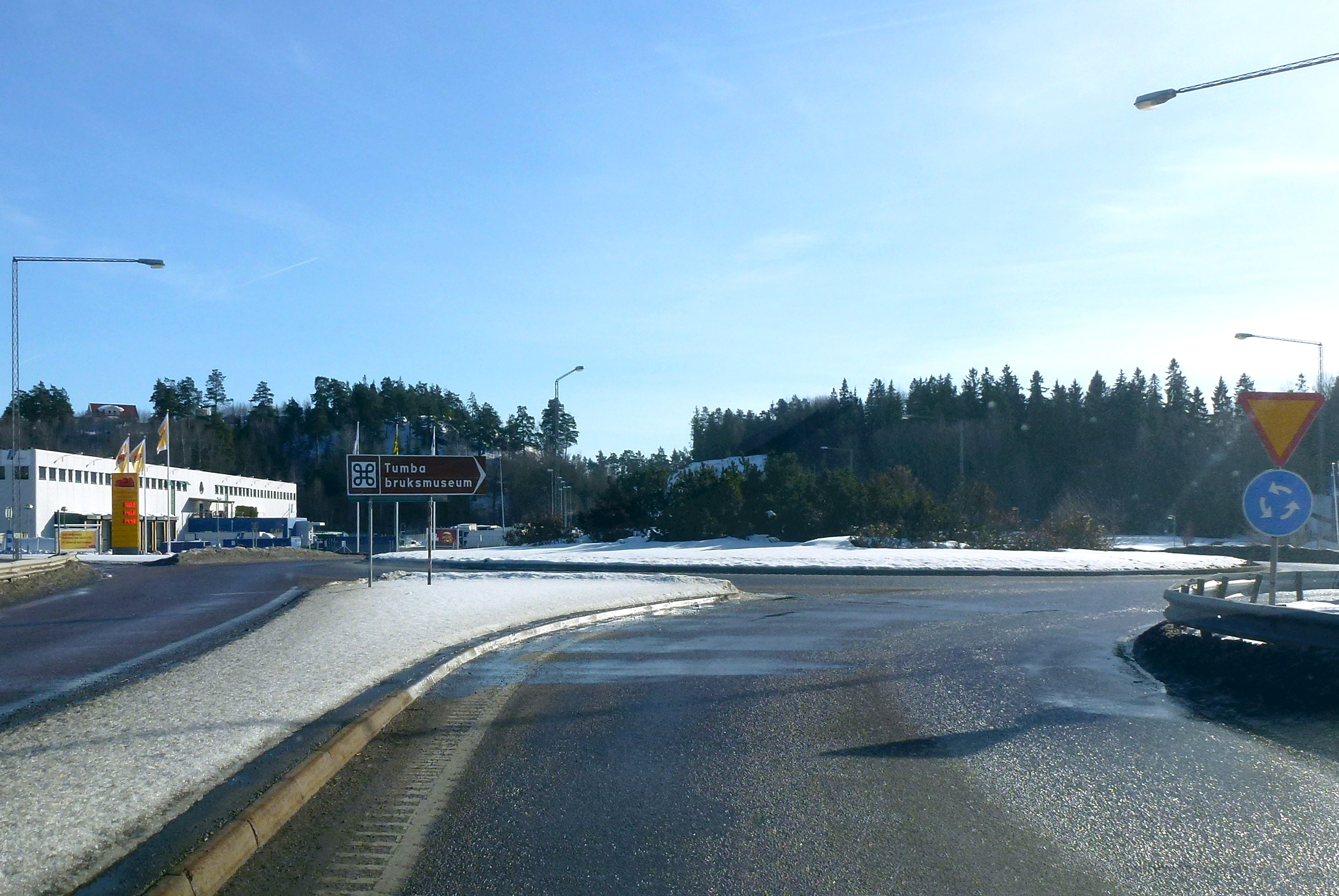
Hågelbyleden söderut, avfart till Tumba bruksmuseum